# De actionibus scaenicis
Il De actionibus scaenibus libri V, o più semplicemente De actionibus scaenicis (o De scaenicis actionibus), è un'opera di Marco Terenzio Varrone, non pervenuta, appartenente al gruppo di studi storico-letterari e filologici dell'erudito reatino.
L'opera, suddivisa in cinque libri, poneva l'attenzione su questioni riguardanti il teatro; sono pervenuti solamente alcuni frammenti. 